# Washougal
Washougal (wɑːˈʃuːɡəl) ist eine Kleinstadt im Clark County im Südwesten des US-amerikanischen Bundesstaates Washington.
Der Ort verfügt über eine Elementary School und eine High School.

## Geographie
Die Gemeinde liegt etwa 28 km östlich von Vancouver (Washington) sowie rund 37 Kilometer nordöstlich von Portland am Nordufer des Columbia Rivers und wird vom Washougal River durchflossen. Im Westen grenzt die Gemeinde Camas an. Die Washington State Route 14, der Lewis & Clark Highway, verläuft durch Washougal.

## Demografie
Für den amtlich seit 1908 bestehende Ort wurde im Rahmen des United States Census 2010 eine Einwohnerzahl von 14.095 ermittelt. Bis 2020 ist die Einwohnerzahl laut US Census auf 17.039 angewachsen.